# Leusden
Leusden es un municipio y una localidad de la Provincia de Utrecht de los Países Bajos.Se encuentra a unos 3 kilómetros al sudeste de Amersfoort.
La parte occidental del municipio se encuentra en las laderas de la cresta de la colina de Utrecht y está cubierta en gran parte por bosques y brezales. Las partes orientales se encuentran en el Valle de Gelderse y son principalmente agrícolas. 

## Centros de población
El municipio de Leusden tiene cuatro pueblos:
- Leusden, originalmente llamado "Hamersveld" y más tarde "Leusden-Centrum";
- Leusden-Zuid, antes "Leusbroek"
- Achterveld
- Stoutenburg

También hay una serie de aldeas en el municipio:
- Asschat
- Den Treek
- De Ruif
- Jannendorp
- Musschendorp
- Oud-Leusden
- Snorrenhoef

## La ciudad de Leusden
El lugar que ahora se llama Leusden fue mencionado por primera vez como Villa Lisiduna en una carta de fletamento en 777. La ubicación exacta de ese asentamiento, que se considera que fue un complejo agrícola bastante extenso con defensas, nos es desconocida. 
Es posible que la antigua aldea de Oud-Leusden fuera una vez el lugar de Villa Lisiduna, pero las excavaciones de los años 80 no han proporcionado ninguna prueba. Sin embargo, la torre de la iglesia de Oud-Leusden es una de las torres más antiguas de los Países Bajos, que se remonta al menos al siglo XI d. C. Cerca de Leusden se encuentra el sitio del antiguo monasterio de Heiligenberg, fundado alrededor del año 1000 por el obispo Ansfridus de Utrecht, que murió aquí en 1010.

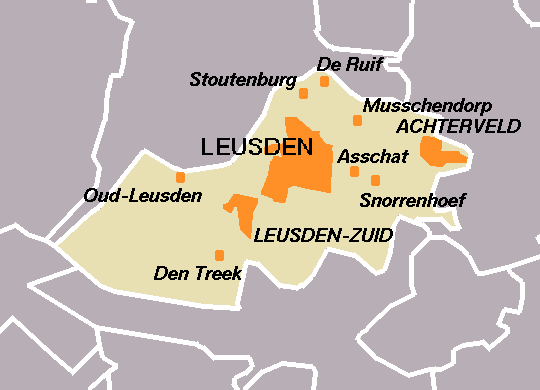
Mapa del municipio, con ciudades y pueblos.

En la década de 1970, los pueblos agrícolas de Leusbroek y Hamersveld crecieron juntos hasta convertirse en una ciudad más grande, principalmente residencial. Lo que una vez fue Hamersveld se llama ahora Leusden-Centrum, ahora comúnmente Leusden, y Leusbroek se convertiría en Leusden-Zuid. En los planes originales, Leusden crecería hasta convertirse en una ciudad de unos 36.000 habitantes. Después de la expansión inicial hubo una creciente resistencia de la población, por lo que algunas de las fases posteriores de la expansión han sido abandonadas.